# Słonów
Słonów – wieś w Polsce położona w województwie lubuskim, w powiecie strzelecko-drezdeneckim, w gminie Dobiegniew.
W latach 1945–54 siedziba gminy Słonów. W latach 1975–1998 miejscowość administracyjnie należała do województwa gorzowskiego.

## Zabytki
Do wojewódzkiego rejestru zabytków wpisane są:
- kościół ewangelicki, obecnie rzymskokatolicki kościół filialny parafii w Dobiegniewie pod wezwaniem Matki Bożej Różańcowej[4], z połowy XIX wieku
  - cmentarz kościelny.